# Науменко Олег Павлович
Олег Павлович Науменко (20 квітня 1934, місто Білопілля Сумської області — 19 листопада 2004, місто Київ) — український радянський партійний діяч, 2-й секретар Київського міського комітету КПУ, 1-й секретар Московського районного комітету КПУ міста Києва.

## Життєпис

Могила Олега Науменка та його родини, Байкове кладовище

У 1957 році закінчив Харківський політехнічний інститут.
Трудову діяльність розпочав у 1957 році інженером-механіком цеху Київського заводу «Червоний гумовик».
Член КПРС з 1960 року.
Працював головним механіком заводу, секретарем партійного комітету заводу «Червоний гумовик» (1962—1963).
У лютому 1966 — січні 1971 року — голова Ревізійної комісії Київського міського комітету КПУ.
У 1969—1970 роках — голова виконавчого комітету Московської районної ради депутатів трудящих міста Києва.
У 1970 — травні 1973 року — 1-й секретар Московського районного комітету КПУ міста Києва.
У травні 1973 — 12 травня 1975 року — 2-й секретар Київського міського комітету КПУ.
У 1975—1991 роках — в апараті ЦК КПУ: інспектор ЦК КПУ. У 1977 році закінчив Вищу партійну школу при ЦК КПУ в місті Києві.
У 1991—1994 роках — виконавчий директор Союзу малих підприємств України. У 1997—2004 роках — віцепрезидент Союзу малих підприємств України.
Потім — на пенсії у місті Києві. Помер у 70-річному віці 19 листопада 2004 року. Похований разом з родиною на Байковому кладовищі (ділянка № 49а).
Автор книги «Сімейна хроніка: про своїх близьких, про свій час, про себе» (у 2-х томах, 2004—2005 рр.).
Дружина — Ніна Іванівна, син — авіаційний інженер, генеральний директор Харківського державного авіаційного виробничого підприємства (2002—2007) Павло Науменко.

## Нагороди
- орден Трудового Червоного Прапора (1971)
- орден «Знак Пошани» (1977)
- медалі